# Panzerkampfwagen E-75
Der Panzerkampfwagen E-75 war ein deutsches Projekt für einen Panzer aus dem Zweiten Weltkrieg. Er gehörte zur E-Serie, mit der im Deutschen Reich ab etwa 1942 versucht wurde, die bisherigen Panzertypen zu ersetzen.

## Entwicklung
Etwa 1942 begannen die Entwicklungen der E-Reihe, um die bis dato vorhandenen Panzerkampfwagen Panzer III und Panzer IV und die größeren Panther und Tiger zu ersetzen. Vom 5-t-Waffenträger bis zum 140 t schweren E-100 sollten diese Projekte reichen. Baugruppen sollten vereinfacht und auf mehrere Typen angewendet werden; eine Gleichteilestrategie sollte Kosten senken und die Wartungsfreundlichkeit erhöhen.

## Technik
Es war geplant, den etwa 75 t schweren Panzer (daher der Name E-75) etwas oberhalb des E-50 zu positionieren und mit der aus dem Jagdtiger bekannten 128-mm-Kanone (mit geändertem Rohr) auszurüsten. Die Abmessungen sollten bei schwererer Bewaffnung und Panzerung auf dem Niveau des E-50 liegen. 
Genau wie im E-50 sollte der E-75 von einem 900 PS starken Motor vom Typ Maybach HL 234 angetrieben werden. Dieser war eine Weiterentwicklung des im Panther verwendeten HL 230, jedoch mit Benzineinspritzung. Mit diesem Triebwerk sollte eine Höchstgeschwindigkeit von etwa 40–45 km/h auf der Straße möglich sein.
Als Ersatz für den Jagdtiger war auf dem gleichen Fahrgestell das StuG-75 vorgesehen. Bei einem Gewicht von etwa 85 t und schwerer Panzerung sollte dieser Kampfwagen mit einer 150-mm-Kanone bewaffnet sein.